# 今川 (大阪市)
今川（いまがわ）は、大阪府大阪市東住吉区にある町名。現行行政地名は今川一丁目から今川八丁目。

## 地理
東住吉区の東部に位置し、南に中野、北に杭全、西に西今川、東に平野区西脇、南東に平野区背戸口と接している。

### 河川
- 今川

## 歴史

### 沿革
1978年（昭和53年）、大阪市東住吉区杭全町・今川町・平野西之町・中野町の各一部と平野区平野西脇町の一部より成立。旧平野区平野西脇町は1974年の分区によって一旦平野区になるも後年に古巣の東住吉区へ回帰した地域。こういうケースは極めて稀である。

## 世帯数と人口
2024年（令和6年）9月30日現在の世帯数と人口は以下の通りである。
| 丁目       | 世帯数    | 人口    |
| ---------- | --------- | ------- |
| 今川一丁目 | 214世帯   | 444人   |
| 今川二丁目 | 218世帯   | 445人   |
| 今川三丁目 | 343世帯   | 720人   |
| 今川四丁目 | 1,233世帯 | 2,403人 |
| 今川五丁目 | 310世帯   | 639人   |
| 今川六丁目 | 340世帯   | 651人   |
| 今川七丁目 | 746世帯   | 1,320人 |
| 今川八丁目 | 376世帯   | 696人   |
| 計         | 3,780世帯 | 7,318人 |

### 人口の変遷
国勢調査による人口の推移。
| 1995年（平成7年）  | 7,367人 | [ 6 ]  |  |
| 2000年（平成12年） | 7,518人 | [ 7 ]  |  |
| 2005年（平成17年） | 7,693人 | [ 8 ]  |  |
| 2010年（平成22年） | 7,349人 | [ 9 ]  |  |
| 2015年（平成27年） | 6,637人 | [ 10 ] |  |
| 2020年（令和2年）  | 6,586人 | [ 11 ] |  |

### 世帯数の変遷
国勢調査による世帯数の推移。
| 1995年（平成7年）  | 2,708世帯 | [ 6 ]  |  |
| 2000年（平成12年） | 2,843世帯 | [ 7 ]  |  |
| 2005年（平成17年） | 3,050世帯 | [ 8 ]  |  |
| 2010年（平成22年） | 3,031世帯 | [ 9 ]  |  |
| 2015年（平成27年） | 2,838世帯 | [ 10 ] |  |
| 2020年（令和2年）  | 2,976世帯 | [ 11 ] |  |

## 学区
市立小・中学校に通う場合、学区は以下の通りとなる。なお、小学校・中学校入学時に学校選択制度を導入しており、通学区域以外に東住吉区の小学校・中学校から選択することも可能。
| 丁目       | 番      | 小学校             | 中学校             |
| ---------- | ------- | ------------------ | ------------------ |
| 今川一丁目 | 全域    | 大阪市立育和小学校 | 大阪市立白鷺中学校 |
| 今川二丁目 | 全域    | 大阪市立育和小学校 | 大阪市立白鷺中学校 |
| 今川三丁目 | 全域    | 大阪市立育和小学校 | 大阪市立白鷺中学校 |
| 今川四丁目 | 全域    | 大阪市立今川小学校 | 大阪市立白鷺中学校 |
| 今川五丁目 | 全域    | 大阪市立育和小学校 | 大阪市立白鷺中学校 |
| 今川六丁目 | 全域    | 大阪市立育和小学校 | 大阪市立白鷺中学校 |
| 今川七丁目 | 全域    | 大阪市立今川小学校 | 大阪市立白鷺中学校 |
| 今川八丁目 | 8〜12番 | 大阪市立今川小学校 | 大阪市立白鷺中学校 |
| 今川八丁目 | 1〜7番  | 大阪市立育和小学校 | 大阪市立白鷺中学校 |

## 事業所
2021年（令和3年）現在の経済センサス調査による事業所数と従業員数は以下の通りである。
| 丁目       | 事業所数  | 従業員数 |
| ---------- | --------- | -------- |
| 今川一丁目 | 28事業所  | 239人    |
| 今川二丁目 | 36事業所  | 229人    |
| 今川三丁目 | 42事業所  | 396人    |
| 今川四丁目 | 71事業所  | 850人    |
| 今川五丁目 | 43事業所  | 520人    |
| 今川六丁目 | 25事業所  | 200人    |
| 今川七丁目 | 35事業所  | 502人    |
| 今川八丁目 | 52事業所  | 878人    |
| 計         | 332事業所 | 3,814人  |

## 交通

### バス
2020年4月現在
- 大阪シティバス[15]
  - 5・6・73号系統：今川二丁目 - 白鷺公園前 - 今川八丁目
- 大阪市高速電気軌道
  - いまざとライナーBRT1：今川二丁目

### 道路
- 今里筋
- 松虫通

## 施設
- 大阪市立白鷺中学校
- 大阪市立今川小学校
- 東住吉郵便局
- 東住吉今川郵便局
- 業務スーパー 今川店
- 平野白鷺公園
- 今川公園
- うるし堤公園
- わかば公園
- つくし公園

## その他

### 日本郵便
- 〒546-0003[3]（集配局：東住吉郵便局[16]）